# George Deas Brown
George Deas Brown, né le 6 septembre 1922 à Hobart et mort le 1er janvier 2014, était un homme politique australien.
En 1965, il fut élu à l'Assemblée tasmanienne en tant que membre libéral. Il fut battu à la prochaine élection, en 1969.